# (5118) Elnapoul
(5118) Elnapoul est un astéroïde de la ceinture principale.

## Description
(5118) Elnapoul est un astéroïde de la ceinture principale. Il fut découvert le 7 septembre 1988 à Brorfelde par Poul Jensen. Il présente une orbite caractérisée par un demi-grand axe de 2,61 UA, une excentricité de 0,21 et une inclinaison de 12,1° par rapport à l'écliptique.

## Compléments